# Boiarka, Lîseanka
Boiarka (în ucraineană Боярка) este o comună în raionul Lîseanka, regiunea Cerkasî, Ucraina, formată numai din satul de reședință.

## Demografie
Componența lingvistică a comunei Boiarka
     Ucraineană (98,27%)
     Rusă (1,07%)
     Alte limbi (0,26%)
Conform recensământului din 2001, majoritatea populației comunei Boiarka era vorbitoare de ucraineană (98,27%), existând în minoritate și vorbitori de rusă (1,07%).

## Legături externe
- pl Bojarka (2) powiat zwinogródzki în Dicționarul geografic al Regatului Poloniei și al altor țări slave, volum II (Derenek — Gżack) anul 1881

- pl Bojarka (2) powiat zwinogródzki în Dicționarul geografic al Regatului Poloniei și al altor țări slave, volum XV, p. 1 (Abablewo — Januszowo) 1900